# 第15次西成暴動
第15次西成暴動（だい15じにしなりぼうどう）とは、1972年（昭和47年）6月と7月に大阪府大阪市西成区のあいりん地区（通称釜ヶ崎）で発生した日雇い労働者による暴動事件。「第15次釜ヶ崎暴動」ともいう。

## 事件の発端
第14次西成暴動の捜査を進めていた西成警察署は、6月26日に暴動の発端となったS建設を捜査した。S建設はいわゆる「暴力手配師」業者で、「愛隣地区野鳥の会」（後の釜ヶ崎共闘会議）の事務所を暴力団を使って襲撃する計画が発覚したため検挙となった。社員3人が逮捕され、S会長ら3人が指名手配された。
そしてもう一方の当事者である「愛隣地区野鳥の会」（14次暴動後、「釜ヶ崎共闘会議」に改組。）にも捜査の網を広げ、6月28日朝に同会事務所や赤軍派のアジトを家宅捜査し、野鳥の会（釜共闘）代表を逮捕した。

## 事件の概要
1972年6月28日午後6時から、活動家の「不当逮捕」に抗議する釜共闘の一団約1,000人が西成警察署前に集まり、「仲間を返せ」と騒ぎ、オートバイに放火したりした。この群衆の中に前回の14次暴動で指名手配されていた日雇い労働者がいたため、直ちに警察に逮捕された。
その後も7月3日に至るまで断続的に暴動が起きている。